# 薛曉嵐
薛曉嵐（英語：Shaolan Hsueh)，生於台灣台北市，是台灣早期的網路創業家，為 90年代大中華地區廣受矚目公司「資迅人」的共同創辦者。現居英國倫敦。薛曉嵐創辦中文學習系統 Chineasy，搭起東西文化橋梁 ，也讓外國興起中文學習熱潮。

## 家庭背景與教育
其父薛瑞芳為陶藝家，其母林峯子為書法家，其外祖父是台灣陶藝之父林葆家。薛曉嵐大學就讀台灣大學農業化學系，在台大求學期間，擔任過學代大會代表以及學代大會副議長。台大畢業後，進入政治大學，取得企管研究所碩士學位。薛曉嵐在 2001年赴英國劍橋大學修習國際關係碩士，並取得第二個碩士學位。 

## 事業
在政大研究所時，薛曉嵐開始撰寫電腦軟體學習相關的書籍。出版《Word的使用藝術》系列，成為暢銷書。微軟也讓這本書與《Microsoft Office》辦公軟體合售。
1995年，與賀元共同創辦資迅人公司，針對年輕族群推出在當時極為創新的網路商業模式，包括：即時競標網站「CoolBid 酷！必得」、即時通訊軟體「CICQ 網路大哥大」和「Love Town 一網情深」等網站。在公司發展過程中更獲得英特爾、高盛、花旗等世界級大公司的投資，募得近七億的資金，成為資迅人網路集團 pAsia，在台灣台北市與中國北京各有研發團隊。

2001年，薛曉嵐離開資迅人公司，赴笈英國，開創另一個階段的人生。

2005年，薛曉嵐在英國與友人合創 Caravel Capital 創投公司 ，致力扶植新生代的科技產業。

2011 年，薛曉嵐為了啟發自己的一雙兒女體會中華語言與文化之美，運用電腦軟體有系統地將數千個中文字拆解後，創造了中文創新學習系統 Chineasy。

2013年，薛曉嵐獲邀至美國加州的 TED大會。分享 Chineasy 中文創新學習系統，吸引全球超過千萬人觀看。接著成立 Chineasy公司。公司名稱 Chineasy，取自於英文的「Chinese (is) Easy」，亦即「中文很容易」的意思。

2014年，薛曉嵐透過募資平台 Kickstarter 進行群眾募資，開發出 Chineasy 中文學習系統的紙本書、電子書、明信片、字卡等多項商品。

2016年，TED大會再度邀請薛曉嵐分享如何透過對中國文化十二生肖的認識，進一步了解其文化的重要性和對華人社會及經濟的整體影響。

2017年，募資平台 Kickstarter 從過往的三十五萬件募資專案中，精選六十五個專案，其中包含 Chineasy，展開為期一個月的特別募資活動「Kickstarter Gold」。Chineasy是獲選專案中，僅此一家中文學習的品牌 。

2018年，Chineasy 發布了第一個應用程式 -- Chineasy app （页面存档备份，存于）。此款APP強調透過簡單有趣、好玩的方式，隨時隨地都可以學習中文。甫推出，即獲得許多業界的肯定，榮登英國App store 的第二名和美國App store 教育類別的第六名。在2019年的WWDC keynote發表會上，Apple 也介紹了如何在Apple watch 上使用 Chineasy App。Chineasy app於2022年入圍蘋果年度設計大獎 (Apple Design Awards) （页面存档备份，存于），入圍類別為 「愉悅與樂趣」。

## 出版書籍
2014年：《Chineasy: The New Way to Read Chinese》、《Chineasy 60 Flashcards》、《Chineasy 100 Postcards》

2016年：《Chineasy Everyday: Learning Chinese Through Its Culture》

2018年：《Chineasy for Children: Learn 100 Words》、《Chineasy Travel》

2019年：《Chineasy 2019 Day-to-Day Calendar》

2020年：《Chineasy 2020 Day-to-Day Calendar》
薛曉嵐的多本書籍著作已被翻譯為多國語言，並在超過30個國家暢銷。

## 媒體活動/報導
薛曉嵐分別在2013年及2016年於TED大會發表演說。2013年12月，薛曉嵐隨英國首相大衛·卡麥隆等工商界到中國大陸訪問。前後接受過英國 《BBC》、《英國金融時報》的採訪，以及美國《華爾街日報》、《富比士》雜誌專文等國際主流媒體的報導。

2015年，薛曉嵐獲選為英國《泰晤士報》票選21位科技傑出女性 「Leading Ladies in Tech in 2015」的其中一名。

2017年，薛曉嵐推出每日一集的播客（podcast） 節目《Talk Chineasy》。在節目中，薛曉嵐與來賓透過生動有趣以及和時事連接的方式來幫助聽衆學習中文和中國文化。

2018年， 蘋果官方應用商店 （App Store）在國際婦女節專文報導薛曉嵐。此外，美國微軟公司也以標題為「Person of Action」對薛曉嵐的創業歷程及經營理念做採訪，相關報導也在紐約時代廣場的看板播放。同年，薛曉嵐與美國知名媒體《Thrive Global》合作，錄制了名為「How to Thrive: Lessons From Ancient Chinese Wisdom」的系列，共包含八部短影音，來闡述並學習中國古人的處世智慧。

2019年，薛曉嵐榮登美國《Entrepreneur》雜誌專題「the Six Women with Asian roots Redefining Creative Entrepreneurship」的其中一名。

## 其他組織成員
薛曉嵐曾擔任多個非營利組織的成員，包括：牛津大學賽德商學院提名委員會、維多利亞與亞伯特博物館、倫敦亞州之家以及由英國政府支持的新學校網絡組織的顧問等。2021年，她獲邀擔任倫敦藝術大學獨立董事。 倫敦藝術大學 (University of the Arts London)，簡稱UAL，是世界公認的頂尖藝術大學。

## 個人生活
薛曉嵐和她的和一對子女居住於英國。喜愛滑雪、網球、舉重、冥想和旅遊。每日固定有靜修和讀寫心經的時間。

## 外部連結
- 官方網站 （页面存档备份，存于）
- Chineasy網站 （页面存档备份，存于）
- TED上的ShaoLan Hsueh